# ISO 3166-2:TJ
ISO 3166-2:TJ — стандарт Міжнародної організації зі стандартизації, який визначає геокоди. Є частиною стандарту ISO 3166-2, що належать Таджикистану. Стандарт охоплює три області республіки.

## Загальні відомості
Кожен геокод складається з двох частин: коду Alpha2 за стандартом ISO 3166-1 для Таджикистану — TJ та додаткового двосимвольного коду, записаних через дефіс. Додатковий двосимвольний код, утворений двома літерами латинського алфавіту, як правило співзвучних абревіатурі назви адміністративних одиниць. Геокоди областей є підмножиною коду домену верхнього рівня — TJ, присвоєного Таджикистану відповідно до стандартів ISO 3166-1.

## Геокоди Таджикистану
Геокоди 3-х областей адміністративно-територіального поділу Таджикистану.
| Поз. | Геокод | Адміністративна одиниця                  | Статус  |
| ---- | ------ | ---------------------------------------- | ------- |
| 5    | TJ-GB  | Горно-Бадахшанська автономна область     | область |
| 1    | TJ-SU  | Согдійська область                       | область |
| 4    | TJ-KT  | Хатлонська область                       | область |
|      |        |                                          |         |
| 2    | TJ-RR  | Райони республіканського підпорядкування | область |
| 3    | TJ-DU  | Душанбе                                  | місто   |

## Геокоди прикордонних для Таджикистану держав
- Узбекистан — ISO 3166-2:UZ (на заході та півночі),
- Киргизстан — ISO 3166-2:KG (на півночі),
- КНР — ISO 3166-2:CN (на сході),
- Афганістан — ISO 3166-2:AF (на півдні).